# ICQ
Ај-Си-Кју (ICQ, игра речи: енгл. I Seek You - „тражим те“) је рачунарски програм намењен размени текстуалних порука међу његовим корисницима, посредством интернета. Прва верзија програма је изашла 1996. године, а назив је настао као доле поменута игра речи на енглеском језику. Временом, појавиле су се и могућности преноса фајлова, слике па и „онлајн“ играња између корисника.

## Игра речи
Фраза „I seek you“ — „aɪ sik yu“, се изговара врло слично као ICQ — „aɪ si kyu“. Заправо разлика при изговору је само у акценту, што је проузроковано различитим местом размака. Ово је дало идеју да се програм назове ICQ.